# Arco Calizo Central

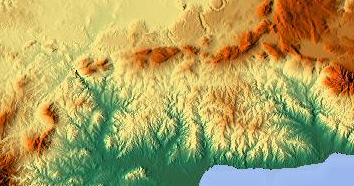
La Cordillera Antequerana es el arco montañoso que se extiende de este a oeste en el centro de la imagen.

El Arco Calizo Central, también llamado Cordillera Antequerana y Arco Calizo Central Malagueño, es una cadena montañosa perteneciente a los Sistemas Béticos, situada en la provincia de Málaga, España.

## Situación
La cordillera se extiende en sentido este-oeste, desde el puerto de los Alazores hasta el desfiladero de los Gaitanes, en unos 50 km de longitud en los que se suceden las sierras de la Pizarra, del Valle de Abdalajís, Huma, Llana, de Chimeneas, del Torcal, de las Cabras, del Co, de Camarolos, del Jobo, Gorda y de San Jorge, que dividen el territorio provincial en dos sectores, sirviendo de frontera climática entre la Depresión de Antequera, al norte, y el Valle del Guadalhorce y la Axarquía, al sur, al mismo tiempo que sirve de nexo de unión entre la Sierra de las Nieves, al oeste, y las Sierras de Tejeda y Almijara, al este.
La cordillera atraviesa los términos municipales de Alfarnate,  Alfarnatejo, Álora, Ardales, Campillos, Colmenar, Valle de Abdalajís, Antequera, Villanueva de la Concepción, Villanueva de Cauche, Villanueva del Rosario y Villanueva del Trabuco.

## Geología
La cordillera encierra formaciones geológicas del relieve kárstico propias de los macizos calizos y en sus laderas nacen los ríos Guadalmedina y Guadalhorce. Cuenta con dos enclaves protegidos: los Parajes Naturales del Torcal de Antequera y el Desfiladero de los Gaitanes. 

## Biodiversidad
Tiene un alto valor ecológico donde sobrevive una biodiversidad específica y en algunos casos exclusiva. Lo que le ha valido para ser declarada en casi la totalidad de la cordillera, por las autoridades europeas con la protección LIC, (Lugar de Interés Comunitario). La vegetación está representada por sabinares, pinares, encinares, olmedas y formaciones mixtas de encinas, quejigos y arces. Entre las  especies zoológicas se encuentran anfibios y reptiles amenazados, aves rapaces y herbívoros. La Cordillera Antequerana sirve de corredor ecológico para especies como la cabra montés (Capra pirenaica hispanica), estableciendo la conexión natural entre el parque natural de las Sierras de Tejeda, Almijara y Alhama y el parque natural de la Sierra de las Nieves.